# Ritual (canción de Tiësto, Jonas Blue y Rita Ora)
Ritual es una canción del DJ neerlandés Tiësto, el productor discográfico mexicano Alessandro Gayttan, el productor británico Jonas Blue y la cantante británica Rita Ora. Fue lanzado el 31 de mayo de 2019 a través de la discográfica Universal Music.
La canción alcanzó la lista de las diez más populares en Bélgica, Países Bajos, Polonia, Rusia, Inglaterra, Estados Unidos y Escocia.
El 27 de mayo de 2019, Blue y Ora anunciaron oficialmente la canción en sus redes sociales. Se puso a disposición simultáneamente para guardar previamente en iTunes y Spotify.

## Créditos y personal
Créditos adaptados de Tidal.
- Tiësto, composición, producción
- Jonas Blue, composición, producción, mezcla
- Rita Ora, voz, producción vocal
- Fraser T. Smith, composición, producción, guitarra
- Michael Stonebank, composición, producción
- Cameron Gower Poole, arreglos vocales
- Wayne Héctor, composición
- Benjamin Dherbecourt, composición
- Grace Barker, composición
- Mike Marsh, maestro de ingeniería